# نورا أوكونور
نورا أوكونور (بالإنجليزية: Nora O'Connor)‏ هي مغنية أمريكية، ولدت في 2 أبريل 1968.

## وصلات خارجية
- نورا أوكونور على موقع ميوزك برينز (الإنجليزية)
- نورا أوكونور على موقع أول ميوزيك (الإنجليزية)
- نورا أوكونور على موقع ديسكوغز (الإنجليزية)